# Desmidorchis diffusa
Desmidorchis diffusa är en oleanderväxtart som först beskrevs av Robert Wight, och fick sitt nu gällande namn av Carl Ernst Otto Kuntze. Desmidorchis diffusa ingår i släktet Desmidorchis och familjen oleanderväxter. Inga underarter finns listade i Catalogue of Life.